# Rozbark

Lage von Rozbark in Bytom

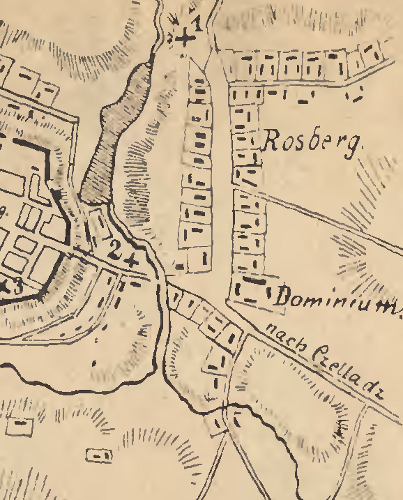
Karte des Dorfes 1800

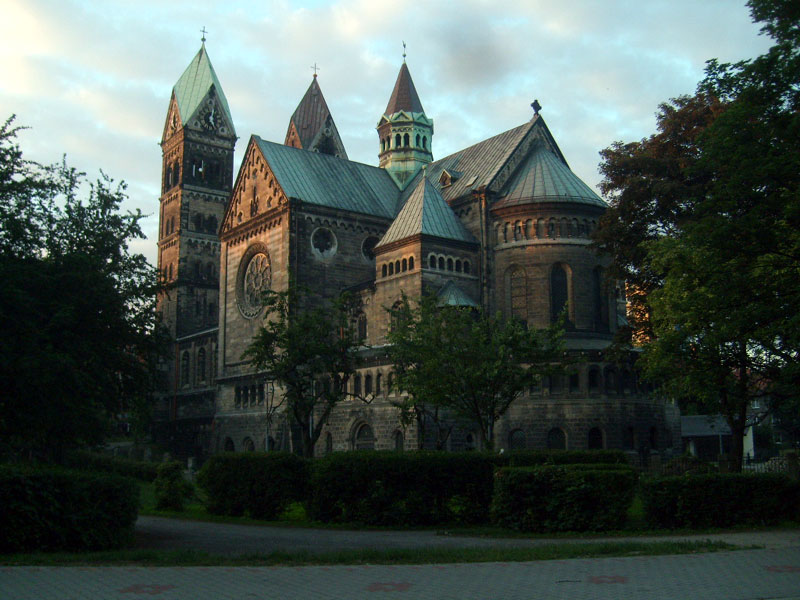
Hyazinthkirche

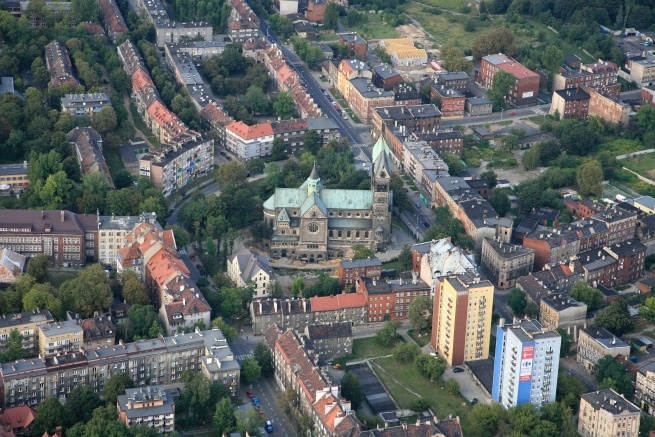
Blick auf Rozbark

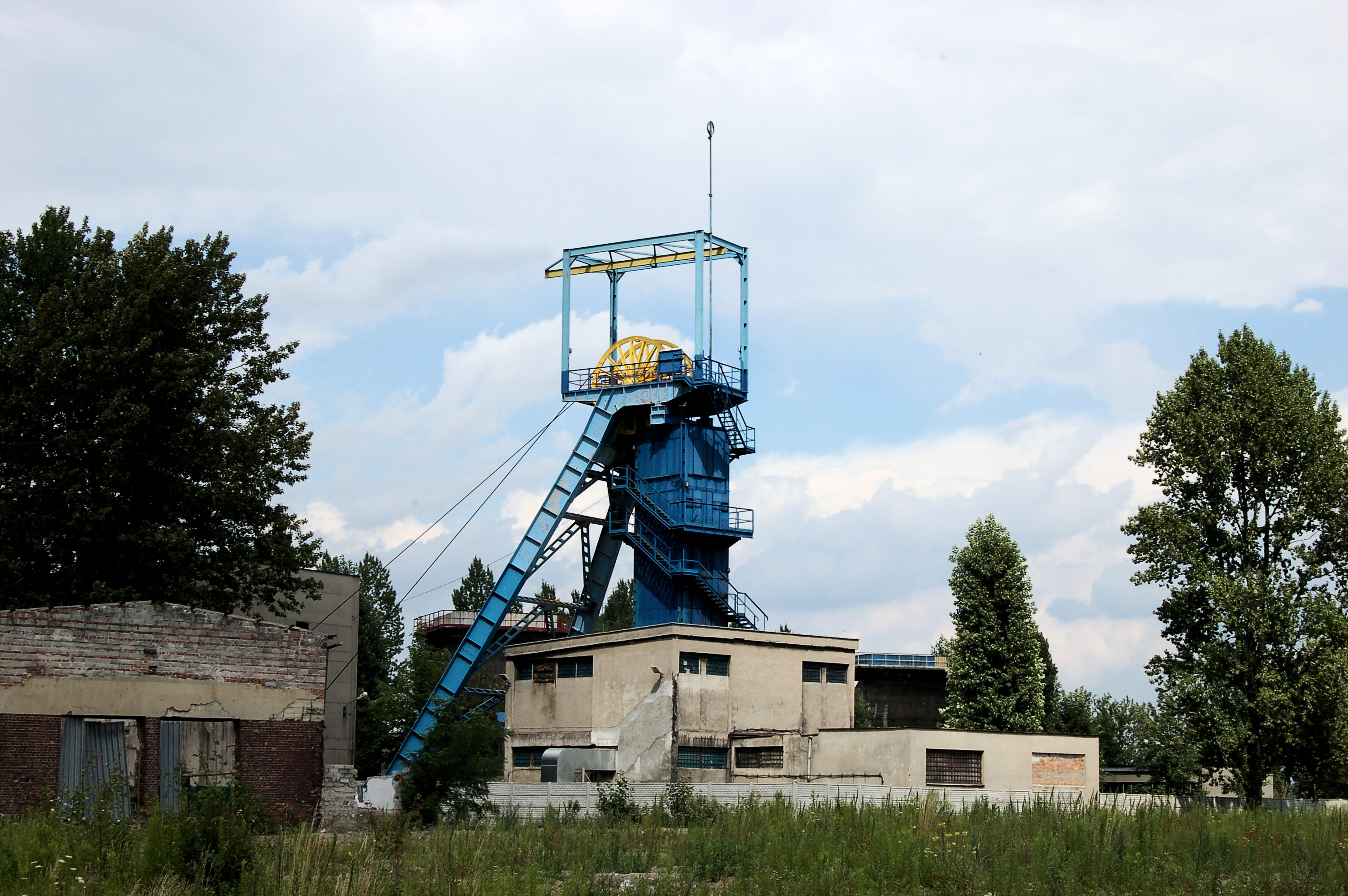
Das ehem. Steinkohlebergwerk

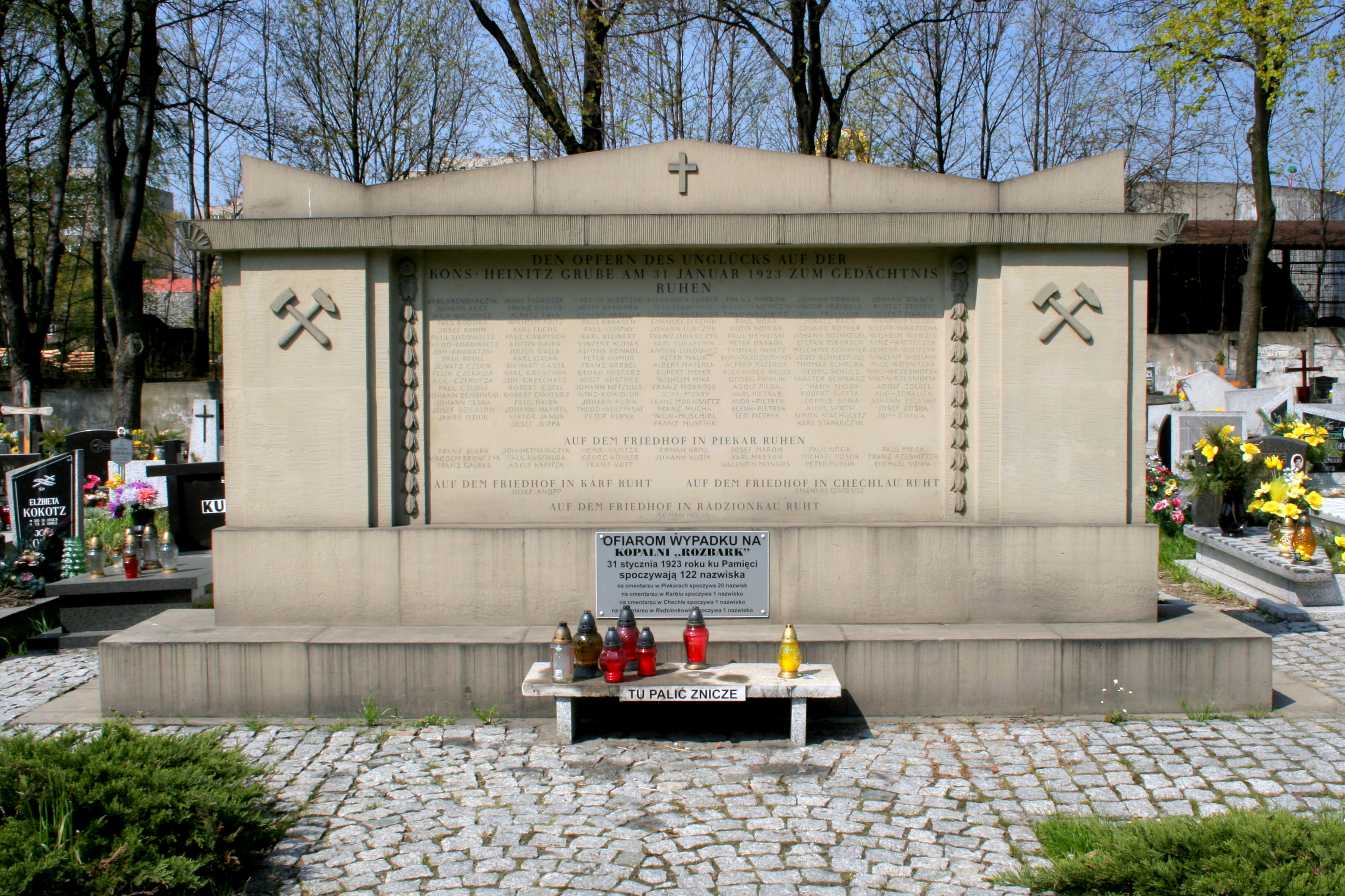
Denkmal für das Bergwerkunglück

Rozbark (deutsch Roßberg O.S.) ist ein Stadtteil der oberschlesischen Stadt Bytom (dt. Beuthen O.S.) in der polnischen Woiwodschaft Schlesien.
Obwohl erst 1927 nach Beuthen eingemeindet, ist die Geschichte der Ortschaft von Anfang an eng mit der Stadt verbunden. Seinen dörflichen Charakter hat der Ort heute vollständig verloren, entlang der alten Dorfstraße finden sich mehrgeschossige Mietshäuser und moderne Wohnhochhäuser. Bei der Ortschaft  befindet sich das 1870 errichtete Steinkohlebergwerk Heinitzgrube.
Der Ort war  bekannt für seine traditionellen Trachten, die trotz Industrialisierung Mitte des 19. Jahrhunderts noch bis zur Mitte des 20. Jahrhunderts getragen wurden. Roßberg besaß auch Trachten für Männer, was in schlesischen Orten selten vorkam.

## Geographische Lage
Die Ortschaft liegt in der Region Oberschlesien und  grenzt an ihrer Westseite unmittelbar  an den östlichen Rand der Altstadt von Bytom (Beuthen).
Auf dem Gebiet von Rozbark befinden sich die drei Wohnsiedlungen Pogoda, Zawadzki und Arka Bożek.

## Geschichte

### Der Ortsname
Im Jahr 1532 lautete der Name des damaligen Dorfs  Rosenbergk, im Jahr 1816 war die Schreibweise des modernen deutschen Ortsnamens Rosberg.

### Mittelalter und Neuzeit
Der Ort wurde 1233 erstmals urkundlich erwähnt, im Zusammenhang mit dem Bau der Marienkirche zu Beuthen. 1441 brannte Roßberg ab und wurde daraufhin etwas weiter von Beuthen entfernt wiederaufgebaut. 1474 wurde Roßberg, das sich außerhalb der Befestigungen Beuthens befand und somit schutzlos war, von Tataren verwüstet. 1582 brannten Beuthen und Roßberg fast vollständig nieder. Als Beuthen während des Dreißigjährigen Kriegs im Oktober 1643 von den Schweden überfallen wurde, wurden auch mehrere Roßberger Bauern gehenkt. 1783 hatte der Ort, der damals dem Herrn von Pelchrzim gehörte, neun Bauern, 37 Gärtner, acht Häusler, zwei Vorwerke, zwei Mühlen und 276 Einwohner. Als 1784 die Felder um Beuthen und Roßberg durch Hagelschlag zerstört wurden, kam es zu einer Teuerung und Hungersnot im Ort. 1801 wurde anstelle der hölzernen Kapelle auf einer Anhöhe die massive Hyazinthkapelle erbaut. Am 7. Juni 1804 kam es in der Beuthener Vorstadt Blotnitza zu einem Feuer, das sich auch bis nach Roßberg ausbreitete und dort 40 Häuser, 20 Scheunen und das Vorwerk niederbrannte. 1818 zählte der Ort, der damals Rosberg geschrieben wurde, neun Bauern, 37 Gärtner, acht Häusler, zwei Vorwerke, von denen eines Neuhof hieß, und zwei Wassermühlen. 1842 wurde die katholische Schule gegründet. 1865 bestand der Ort aus einem Rittergut und einem Dorf, zu dem der Ortsteil Kluckowietz gehörte, und gehörte der Parochie Beuthen und hatte fünf Bauern, 22 Gärtner und 73 Häusler. Das Rittergut gehörte der Fideicommißherrschaft Beuthen-Siemianowitz. Ferner waren im Ort ein Gastwirt, zwei Restaurateure, zwei Kaufleute, ein Zimmermeister, vier Schmiede, ein Fleischer, zwei Tischler, zwei Schuhmacher, ein Leinweber und ein Windmüller ansässig. Damals lebten bereits viele Einwohner vom Bergbau. Zu diesem Zeitpunkt hatte die katholische Schule 220 Schüler aus den Orten Roßberg, Guretzko und Hospitalgrund, die von zwei Lehrern unterrichtet wurden. Die Einwohner waren nach Beuthen eingepfarrt, besaßen jedoch eine eigene Filialkirche.

### Industrialisierung
1870 wurde die Heinitzgrube gegründet. Am Anfang des 20. Jahrhunderts hatte Roßberg eine katholische Kirche, eine elektrische Straßenbahn, eine Eisenbahnreparaturwerkstätte, eine Ziegelei, Bergbau auf Steinkohlen sowie Blei- und Zinkerz und eine Bierbrauerei. Am 12. Mai 1908 begann auf dem Hügel neben der alten Hyazinthkapelle der Bau für die neue Hyazinthkirche. Am 1. April 1913 wurde die Kirche durch Kardinal Fürstbischof Dr. Adolf Bertram feierlich konsekriert.

### Weimarer Republik
Bei der Volksabstimmung in Oberschlesien am 20. März 1921 stimmten im Gutsbezirk Roßberg 169 Personen für Deutschland und 63 Personen für Polen. Roßberg verblieb beim Deutschen Reich. Mit der neuen Grenzziehung verlief die Grenze zu Polen östlich von Roßberg.
Am 31. Januar 1923 kam es zu einem Unglück in der Heinitzgrube, bei dem 145 Bergleute ums Leben kamen. Im September 1924 wurde das neue Denkmal für die Gefallenen des Ersten Weltkriegs aus Roßberg enthüllt. Es bestand aus einer Säule, um die eine halbrunde Mauer errichtet wurde, an der sich die Tafeln mit den Namen der Gefallenen, eine Bank und ein Relief befanden. Es ist heute nicht mehr vorhanden. 1925 lebten im Ort 23.420 Einwohner. Am 1. Januar 1927 wurde Roßberg nach Beuthen eingemeindet und kam somit vom Landkreis Beuthen zum Stadtkreis Beuthen. 1929 begann man mit dem Abtragen der Rokokohalde bei Roßberg. Daran waren über 150 Arbeiter beteiligt. Die abgetragene Erde wurde mithilfe einer Kleinbahn zu den Teichen an der Fiedlersglückgrube gebracht und wurden dort zum Zuschütten der Teiche benutzt. Mit dem Abtragen der Halde wurde Baugelände gewonnen.

### Das polnische Rozbark
Seit dem Ende des Zweiten Weltkriegs 1945 gehört der Ort zu Polen. Im Jahr 1950 kam Rozbark, das zunächst der Woiwodschaft Schlesien angeschlossen worden war,  zur Woiwodschaft Kattowitz und seit 1999  zur neuen Woiwodschaft Schlesien. Im Stadtteil Rozbark gibt es drei große Nachkriegssiedlungen: Pogoda, Osiedle Zawadzkiego und Osiedle Arki Bożka.

### Demographie
| Jahr | Einwohnerzahl | Anmerkungen                                                                                             |
| ---- | ------------- | --- |
| 1816 | 320           | [ 2 ]                                                                                                   |
| 1825 | 558           | (in 70 Häusern) darunter drei Evangelische, 17 Juden                                                    |
| 1840 | ca. 800       | (in 123 Häusern) davon 16 Evangelische, zwei Juden                                                      |
| 1852 | 1221          | [ 15 ]                                                                                                  |
| 1855 | 1480          | [ 16 ]                                                                                                  |
| 1861 | 1764          | davon 89 Evangelische, 1621 Katholiken, 54 Juden                                                        |
| 1867 | 2129          | am 3. Dezember                                                                                          |
| 1871 | 2840          | nach anderen Angaben 2781 Einwohner (am 1. Dezember), davon 214 Evangelische, 2501 Katholiken, 66 Juden |
| 1905 | 17.848        | [ 8 ] [ 18 ]                                                                                            |
| 1910 | 20.021        | [ 18 ]                                                                                                  |
| 1925 | 23.420        | davon 1386 Evangelische, 21.830 Katholiken, 30 sonstige Christen, 86 Juden                              |

## Kultur

### Tracht
Die oberschlesische Trachtenbewegung hat ihre Wiege in Roßberg. Die Roßberger Tracht wurde in der Folge zum Synonym für oberschlesische Tracht schlechthin.

### Bräuche
Für Roßberg sind mehrere Wöchnerinnen-Bräuche überliefert. Einige Beispiele davon: 1. Von der Geburt an wurde der Spiegel für sechs Wochen verhängt. Die Wöchnerin durfte nicht in den Spiegel schauen, damit ihr nicht böse Geister erscheinen konnten und sie erschreckten. 2. Die Wöchnerin musste sechs Wochen lang eine Flasche mit Weihwasser im Bett haben, um den bösen Geist abzuhalten. 3. Kam ein Täufling von der Kirche wieder nachhause, sagte die Taufpatin zu den Eltern den Satz: „Nahm man euch ein Heidenkind, bringe ich wieder ein Christenkind“.

### Reime
Aus Roßberg sind mehrere Abzählreime bekannt, die von Luise Wecker gesammelt wurden. Einige davon sind:
1. Es lief eine Maus / Wohl über ein Haus / Lief tripp und trapp / Und du gehst ab. 2. Zahlen 1-5 / Strick mir ein Paar Strümpf, / Nicht zu groß und nicht zu klein, / Sonst musst du der Hascher sein. 3. Etzel, tetzel, / Der Bäcker bäckt Bretzel, / Der Bäcker bäckt Kuchen / Und du musst suchen.

### Sagen

#### Die Teufelseiche
In uralten Zeiten soll sich im Ort eine große, starke Eiche befunden haben, von der die Leute erzählten in ihr hätte der Teufel seinen Sitz aufgeschlagen. Der Teufel soll beim Auf- und Abgehen durch den Ort den Dorfweg komplett durchlöchert haben. Da die Dorfbewohner nicht im Stande waren, den Weg immer wieder auszubessern, holten sie Mönche ins Dorf. Diese sollten den Teufel verjagen, was sie dann durch Beschwörung auch erreichten. Daraufhin fällten die Roßberger den Baum und hatten fortan ihre Ruhe.

#### Sage vom Schalaster Berg
Am Weg von Roßberg nach Kamien auf dem Schalaster Berg auf dem sich ein Bildstock befand, soll Ende des 17. Jahrhunderts ein Hirtenknabe einen Eingang in den Hügel gefunden und betreten haben. Dort traf er in einer großen Höhle ein Heer von Rittern mit ihren Pferden. Schnell verließ er die Höhle wieder, doch den Eingang fand er nie wieder.
Man erzählte sich, dass es sich dabei um das schlafende Heer der heiligen Hedwig handelte. Weitere Sagen berichten ebenfalls davon, wie verschiedene Personen auf das Heer der heiligen Hedwig trafen.

#### Sagen vom heiligen Hyazinth
Der heilige Hyazinth hatte große Bedeutung für die Roßberger, nach ihm benannten sie die Kapelle am Hügel im Norden des Dorfes und später auch den Kirchenneubau aus dem Jahr 1911. Über ihn gibt es auch zwei Sagen.
So soll sich der Dominikaner Hyazinth bei Beuthen aufgehalten haben und an einer Quelle auf einem Hügel Missionspredigten gehalten haben. Einst soll sich dann bei einem Gebet die Schnur seines Rosenkranzes gelöst haben und die Perlen rollten in den rotgelben Sand. Da es zu mühsam war sie wieder aufzufinden, sprach Hyazinth: „Wachset bis einst die Quelle versiegt!“. Daraufhin zog Hyazinth nach Krakau fort.
In einer weiteren Sage soll der heilige Hyazinth die Elstern (Schalastern) aus der Gegend von Beuthen verbannt haben, da sie ihn mit ihrem Geschrei beim Gebet störten.

## Sehenswürdigkeiten und Denkmale
- Die Katholische Pfarrkirche St. Hyazinth (Kościół par. Św. Jacka) wurde von 1908 bis 1911 im neoromanischen Stil erbaut und ist dem Limburger Dom nachempfunden. Architekt war Max Giemsa aus Gleiwitz, Baumeister war Franz Neumann. Die Kirche besteht aus zwei Teilen, der Oberkirche und der Unterkirche. Der Hauptaltar stammt von dem Münchener Bildhauer Georg Schreiner, die Seitenaltäre und der Hauptaltar der Unterkirche von dem Nürnberger Bildhauer Josef Starck.[21]
- Das Denkmal für die Verunglückten der Heinitzgrube 1923

- Die Anlagen der ehemaligen Heinitzgrube (Dawna KWK Rozbark) liegen im Südwesten des Stadtteils und enthalten zwei Gebäude vom Anfang des 20. Jahrhunderts.  Da ist erstens das ehemalige modernistische Schachtgebäude mit neogotischen Elementen und zweitens die Halle des Zechenhauses mit Elementen des Jugendstils.[22]

- Die frühere Deutsch-Bleischarley-Grube (ab 1936 Schlesag/Dawna Kopalnia rud cynkowo-ołowiowach Orzeł Biały) liegt südlich der heutigen ulica Siemianowicka, der modernistische Bau wurde 1926 bis 1928 errichtet nach Plänen der Berliner Architekten Emil und Georg Zillmann.[23]

## Vereine
- Deutscher Freundschaftskreis
- Sportverein Górniczy Klub Sportowy Rozbark

## Söhne und Töchter des Ortes

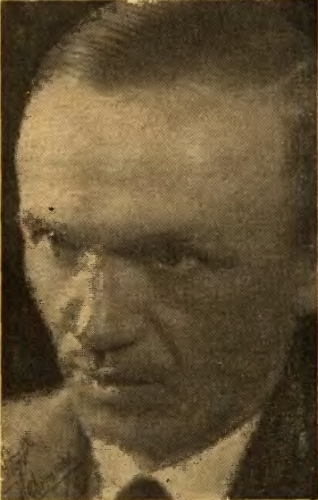
Der Autor Paul Habraschka, geboren in Roßberg

- Grzegorz Gerwazy Gorczycki (1664/1667–1734), polnischer Kapellmeister und Komponist
- Paul Habraschka (1897–1969), deutscher Schriftsteller